# Strömbom
Strömbom, svensk släkt, härstammande från bruksbokhållaren på Överums bruk i Småland Peter Andersson, född 1648, bosatt på Överströmma i Ukna socken, Kalmar län. Hans fem söner antog namnet Strömbom. 
Av dem blev Johan Strömbom borgare och guldsmed i Mariestad stamfader för släktens västgötagren, där en rad medlemmar var präster i Skara stift. Ättlingarna till annan son, kvartermästaren vid Västgöta kavalleriregemente Andreas Strömbom, överflyttade till Norge. 
En bror till dem var Isak Strömbom (1696–1787), trumpetare och lantjägare. Han blev far till majoren Christian Lorentz Strömbom som var far till Nils Peter Strömbom (1810–1903) kyrkoherde i Grolanda församling, Skara stift och död som senior cleri, Svenska kyrkans äldste präst.
Nils Peter Strömboms äldre son var Nils Gustaf Strömbom (1847–1897) komminister i Husaby församling, som hade sonsonen Nils Strömbom (1898–1983), konsthistoriker och folklivsforskare, som var far till historikern Margareta Strömbom, född 1940.
En yngre son till Nils Peter Strömbom var Carl Fredrik Strömbom (1851–1920), trafikinspektör vid Statens Järnvägar (SJ). Söner till honom var advokaten Ragnar Strömbom (1884–1961) i Jönköping, som var far till konsthistorikern Ragnhild Boström, läkaren Sten Strömbom, konsthistorikern Sixten Strömbom samt läkaren Yngve Strömbom (1896–1965).